# اضطراب الطيف
اضطراب الطيف هو اضطراب عقلي يشمل مجموعة من الحالات المرتبطة، والتي تمتد أحيانًا أيضًا لتشمل أعراضًا وسمات فردية. العناصر المختلفة من الطيف إما لها مظهر مشابه أو يعتقد أنها ناتجة عن نفس الآلية الأساسية. في كلتا الحالتين، يتبع نهج الطيف لأنه يبدو أنه لا يوجد اضطراب وحدوي بل متلازمة تتكون من مجموعات فرعية. قد يمثل الطيف مجموعة من الشدة، تشمل الاضطرابات العقلية الشديدة نسبيًا إلى عجز خفيف وغير سريري نسبيًا.
في بعض الحالات، يجمع نهج الطيف بين الشروط التي نظر فيها سابقًا بشكل منفصل. ومن الأمثلة البارزة على هذا الاتجاه طيف التوحد، حيث يمكن الآن الإشارة إلى جميع الحالات في هذا الطيف باسم اضطرابات طيف التوحد. قد يؤدي نهج الطيف أيضًا إلى توسيع نوع أو خطورة المشكلات المضمنة، ما قد يقلل الفجوة مع التشخيصات الأخرى أو مع ما يعد طبيعيًا. يجادل مؤيدو هذا النهج بأنه يتماشى مع دليل التدرجات في نوع أو شدة الأعراض في عموم السكان.

## الأصل
استخدم مصطلح الطيف في الأصل في الفيزياء للإشارة إلى تمييز نوعي ظاهر ناشئ عن سلسلة متصلة كمية (أي سلسلة من الألوان المميزة التي تختبر عندما يتشتت شعاع من الضوء الأبيض بواسطة منشور وفقًا لطول الموجة). استخدم إسحاق نيوتن لأول مرة كلمة طيف (باللاتينية تعني المظهر أو الظهور) في الطباعة عام 1671، في وصف تجاربه في البصريات.
استخدم المصطلح لأول مرة عن طريق القياس في الطب النفسي مع دلالة مختلفة قليلًا، لتحديد مجموعة من الحالات التي تختلف نوعيًا في المظهر، ولكن يعتقد أنها مرتبطة من وجهة نظر مسببة للأمراض. لقد لوحظ أنه بالنسبة للأطباء الذين دربوا بعد نشر DSM-III (1980) قد يكون مفهوم الطيف في الطب النفسي جديدًا نسبيًا، ولكن له تاريخ طويل ومميز يعود إلى إيميل كرايبيلين وما بعده. اقترح مفهوم الأبعاد من قبل إرنست كريتشمر في عام 1921 لمرض انفصام الشخصية (الفصام) والاضطرابات العاطفية (المزاج الدوري - الاضطراب النفسي الهوسي - اضطراب الهوس الاكتئابي)، وكذلك من قبل يوجين بلولر في عام 1922. استخدم المصطلح لأول مرة في الطب النفسي في عام 1968 فيما يتعلق بطيف الفصام المفترض، والذي يعني في ذلك الوقت ربط ما كان يُطلق عليه آنذاك شخصيات الفصام، في الأشخاص المصابين بالفصام وأقاربهم الجيني (انظر سيمور إس كيتي).
بالنسبة لباحثين مختلفين، كان الارتباط الافتراضي الشائع المسبّب للمرض ذا طبيعة مختلفة.

## المفاهيم ذات الصلة
يتراكب نهج الطيف عمومًا أو يوسع نهجًا فئويًا، والذي يرتبط اليوم أكثر بالدليل التشخيصي والإحصائي للاضطرابات العقلية (DSM) والتصنيف الإحصائي الدولي للأمراض (ICD). في أدلة التشخيص هذه، تعد الاضطرابات موجودة إذا كان هناك مجموعة معينة وعدد من الأعراض. لا يُسمح بتدرجات الحاضر مقابل الغائب، على الرغم من أنه قد تكون هناك أنواع فرعية من الشدة ضمن فئة ما. الفئات أيضًا متعددة الجوانب، لأنه توضع مجموعة من الأعراض ويمكن أن تتأهل أنماط مختلفة منها للتشخيص نفسه. هذه الفئات هي أدوات مساعدة مهمة لأغراضنا العملية مثل توفير تسميات محددة لتسهيل المدفوعات لأخصائيي الصحة العقلية. وقد وصفت بأنها مصاغة بوضوح، مع معايير يمكن ملاحظتها، وبالتالي تقدمًا على بعض النماذج السابقة لأغراض البحث.
يبدأ نهج الطيف أحيانًا بالمعايير التشخيصية النووية والكلاسيكية للاضطراب النفسي للاضطراب (أو قد تجمع عدة اضطرابات معًا)، ثم يتضمن نطاقًا إضافيًا واسعًا من القضايا مثل المزاجات أو السمات، ونمط الحياة، والأنماط السلوكية، وخصائص الشخصية.
بالإضافة إلى ذلك، يمكن استخدام مصطلح الطيف بالتبادل مع السلسلة المتصلة، على الرغم من أن الأخير يذهب إلى أبعد من ذلك في اقتراح خط مستقيم مباشر بدون انقطاعات كبيرة. في ظل بعض نماذج الاستمرارية، لا توجد أنواع أو فئات محددة على الإطلاق، فقط أبعاد مختلفة يختلف فيها الجميع (ومن ثم نهج الأبعاد).
يمكن العثور على مثال في نماذج الشخصية أو المزاج. على سبيل المثال، يقسم النموذج الذي اشتق من التعبيرات اللغوية للاختلافات الفردية إلى السمات الشخصية الخمس الكبرى، حيث يمكن تخصيص درجة لكل فرد على طول كل من الأبعاد الخمسة. هذا على النقيض من نماذج أنواع الشخصية أو المزاج، حيث يكون لبعضها نوع معين والبعض الآخر ليس كذلك. وبالمثل، في تصنيف الاضطرابات النفسية، فإن نهج الأبعاد، الذي ينظر فيه في الدليل التشخيصي والإحصائي للاضطرابات العقلية DSM-V، من شأنه أن يشمل كل شخص لديه درجة في مقاييس سمات الشخصية. قد يبحث النهج الفئوي فقط عن وجود أو عدم وجود مجموعات معينة من الأعراض، ربما مع بعض النقاط الفاصلة للشدة لبعض الأعراض فقط، ونتيجة لذلك يشخص بعض الأشخاص الذين يعانون من اضطرابات الشخصية.
يقترح نهج الطيف -من خلال المقارنة- أنه على الرغم من وجود رابط أساسي مشترك، والذي يمكن أن يكون مستمرًا، فإن مجموعات معينة من الأفراد تظهر بأنماط معينة من الأعراض (أي متلازمة أو نوع فرعي)، تذكرنا بالطيف المرئي للألوان المميزة بعد انكسار ضوء المنشور.
لقد قيل إنه ضمن البيانات المستخدمة لتطوير نظام DSM، هناك مؤلفات كبيرة تؤدي إلى استنتاج مفاده أن تصنيف الطيف يوفر منظورًا أفضل للظواهر (المظهر والخبرة) لعلم النفس المرضي (الصعوبات العقلية) من نظام التصنيف الفئوي. ومع ذلك، فإن المصطلح له تاريخ متنوع، ما يعني شيئًا واحدًا عند الإشارة إلى طيف الفصام وآخر عند الإشارة إلى طيف الاضطراب ثنائي القطب أو الوسواس القهري، على سبيل المثال.